# 贺海涛
贺海涛（1957年—），内蒙古林西人，汉族，中华人民共和国政治人物、第十二届全国人民代表大会安徽地区代表。
加入中国共产党。2013年，担任全国人大代表、武警安徽省总队政治委员。